# 조선예수교장로회
조선예수교장로회(朝鮮耶蘇敎長老會)는 1912년 결성되어 1943년 해산한, 칼뱅주의 개혁 신학과 대의 민주제 교회정치를 따르는 한국의 개혁교회 교단이다.

## 역사

### 선교공의회 및 조선예수교장로회공의회 결성
미국 북장로교는 1884년, 호주 장로교는 1889년, 미국 남장로교는 1892년부터 대한제국에 선교를 시작했다. 서로 다른 나라에서 내한하여 선교를 시작한 초기의 장로교 선교사들은 1889년 미국 북장로교선교회와 호주 빅토리아 장로회 간의 '장로교선교연합공의회'(The United Council of Presbyterian Missions)를 결성하거나, 1893년 미국 북장로교, 남장로교, 호주 장로교 소속 선교사들 간의 '장로교선교공의회'(The Council of Missions)를 결성하여 효율적인 선교 활동을 추구하였다. 특히 1890년 중국에서 활동하는 네비우스(John L. Nevius) 선교사를 초청하여 들었던 조언에 따라, 장로교선교공의회는 서민층을 우선적으로 전도하고, 지방에 초등 교육기관을 설립하며, 성경 번역에 노력하고, 조선인 스스로 자립 전도하는 훈련을 강화하는 등의 네비우스 정책(Nevius Plan)에 따라 선교활동을 실시하였다.
이후 조선인 장로교인들이 늘어나면서 1901년 9월 20일 선교공의회 소속 선교사 25명은 조선인 3명의 장로 및 6명의 조사들과 함께 '조선예수교장로회공의회'를 결성하였다. 미국 북장로교 선교사들이 중심이 되어 1901년에 설립된 조선예수교장로회신학교는 장로교 목사를 양성하기 시작하였고, 1907년 6월 조선인 장로교 목사 7명이 배출되었다.

### 조선인 중심의 조선예수교장로회 대한노회 조직
조선인 목사 배출을 계기로 외국인 선교부로부터 독립된 조선인들만의 노회의 필요성이 대두되면서 1907년 9월 17일 '조선예수교장로회 대한로회'(일명 '독노회')가 조직되었다. 독노회 산하에 지역별로 경기충청(경충, 京忠), 평북, 평남, 황해, 전라, 경상, 함경 등 7개의 대리회(代理會; sub-presbytery)가 조직되어 각 지방 교회들을 관할하게 하였다.독노회가 시작된 1907년 당시에 7개 대리회에 속한 교회는 각각 경기충청대리회에 50개, 평남대리회에 89개, 평북대리회에 160개, 황해대리회에 47개, 전라대리회에 127개, 경상대리회에 186개, 함경대리회에 78개가 있었으며, 5년동안 독노회 체제가 지속되었다. 1907년 독노회 시작 당시 조선의 장로교회 교인은 5만 6천명이었으나, 1912년에는 14만 4천명까지 증가하였다.

### 조선예수교장로회 총회 결성
1911년 9월에 개최된 제5회 노회에서 독노회는 이듬해 총회를 조직할 것과 7개의 대리회를 각각 노회로 승격시킬 것을 결의하였다. 이에 따라 전라대리회가 1911년 10월 11일에 전라노회로 승격되어 조직된 것을 시작으로, 각 대리회들은 1911년 12월 4일에 경기충청 노회, 12월 6일에 경상노회, 12월 8일에 황해노회, 1912년 1월 18일에 경남노회, 1912년 1월 29일에 함경노회, 1912년 2월 5일에 평북노회로 승격되었다. 1912년 9월 1일 평양의 조선예수교장로회신학교 강당에서 '조선예수교장로회 총회'가 결성되었다.
1919년 3.1 독립운동에 적극 참여하는 등 애국적인 활동에 열심이었으나, 중일전쟁(1937)을 전후로 일제가 기독교에 대하여 신사참배를 본격적으로 강요하자 1938년 총회에서 신사참배를 수용할 것을 결의하면서 일제에 찬동하는 모습을 보이기 시작하였다.

### 신사참배 수용 결의 이후 총회 해산
신사참배를 거부하던 미션공의회 소속 선교사들은 조선예수교장로회신학교를 자진해서 폐교하였고, 이를 계기로 조선예수교장로회 총회가 1940년에 설립한 평양신학교는 일제 황민화 교육을 실시하는 등 일제의 통치에 부합한 모습을 보이기도 하였다.
일본에서는 1939년에 '종교단체법'을 공포하여 종교단체가 국가적인 전시체제에 순응할 수 있도록 통폐합하는 조치를 취하였고, 일본 내의 모든 개신교 교단들이 1941년 '일본기독교단(日本基督教団)'으로 통합되기에 이르렀다. 조선총독부도 조선의 각 개신교 교파를 통폐합하여 '일본기독교단'의 하부기관으로 두어 개신교를 통제하려는 정책을 수립하였다. 일제는 태평양전쟁을 일으키며 미국과 대립하자 통폐합 정책을 급속하게 추진하였고, 그에 따라 1942년 1월 장로교, 감리교, 성결교, 일본기독교조선교구회, 구세군 등 5개 기독교 교파의 대표들이 모여 '교파합동준비위원회'를 개최하였다. 교파 통합을 논의하는 과정에서 감리교 측과 장로교 경성노회(경기노회)가 연합하여 '유대 사상'을 없애기 위해 구약성경을 폐기하는 '혁신안'을 제출하면서 '조선기독교혁신교단'이라는 명칭의 통합교단을 조직하였으나, 각 교파 내부의 반발로 혁신교단이 해체되면서 교파 합동 시도가 결렬 되었다.
단일 교단으로 통폐합 시켜 개신교를 장악하려던 시도가 결렬되자, 일제는 각 개신교 교파를 개별적으로 먼저 일본 기독교에 예속시키려는 시도로 전환하였고, 그에 따라 조선예수교장로회 총회는 1942년 10월 16일에 개최된 31회 총회를 끝으로 해산되었다. 그 후 장로교는 1943년 5월에 채필근을 통리로 하여 '일본기독교조선장로교단'을 새롭게 창설하였고, 감리교는 그해 10월 '일본기독교조선감리교단'을 창설하면서 일제는 두 개의 큰 교단을 일제의 통제 하에 두게 되었다.
이후 조선총독부 정무총감은 1945년 6월부터 다시 개신교 교파들을 단일 교단으로 통합하는 시도를 시작하였고, 1945년 7월 19일 '일본기독교조선교단'이 조직되며 다른 개신교 교파들과 함께 완전 통합되었고, 조선총독부는 장로교 출신의 김관식을 교단의 초대 통리로 임명하였다.

## 역대 독노회장
- 1회 마포삼열(Samuel A. Moffett)
- 2회 기일(James S. Gale)
- 3회 원두우(Horace G. Underwood)
- 4회 기일(James S. Gale)
- 5회 이눌서(William D. Reynolds)

## 같이 보기
- CBS기독교방송
- 대한예수교장로회
- 조선예수교장로회신학교